# Дженна Сатива
Дженна Сатива (англ. Jenna Sativa, род. 12 ноября 1992, Калифорния) — американская порноактриса и эротическая модель.

## Биография
Родилась в ноябре 1992 года в штате Калифорния. Имеет бразильские и кубинские корни. О ранней жизни известно мало. Дебютировала в фильмах для взрослых в 2014 году, в возрасте 22 лет, когда была выбрана на кастинге компанией Spiegler Girls, с которой прошли её первые работы в качестве актрисы, а также эротической модели.
Работала с такими студиями, как Evil Angel, Twistys, Elegant Angel, Girlsway, New Sensations, Mile High, Girlfriends Films, Sweetheart Video, Filly Films, Reality Kings, Erotica X, Adam & Eve, Brazzers, Wicked Pictures и Penthouse.
В мае 2015 года стала девушкой месяца порносайта Girlsway. В апреле 2016 года была названа Penthouse Pet месяца журналом Penthouse.
В 2016 году была представлена на AVN Awards в номинации «лесбийская исполнительница» и в 2017 победила в этой номинации. В аналогичной категории на премии XBIZ Award также была номинирована в 2016 году и выиграла в 2017-м.
В 2017 году на AVN Awards также была представлена еще в трёх номинациях: «лучшее сольное исполнение» за Women by Julia Ann; «лучшая лесбийская сцена» за No Man’s Land: Raunchy Roommates 2; «лучшая групповая лесбийская сцена» за Pretty Little Bitches.
В 2017 году была выбрана Penthouse Pet года.
Снялась более чем в 480 порнофильмах, сценах и компиляциях.

## Избранная фильмография
- A Girlsway Girl Story[15],
- Bad Girls Boot Camp[16],
- Coming Together[17],
- Fetish Fanatic 20[18],
- It’s A Sister Thing![19],
- Lesbian Stepmother[20],
- Massage Class Secrets[21],
- My Wife’s First Girlfriend[22],
- Play With My Pussy[23],
- Senator’s Speech[24],
- Swingers Getaway[25],,
- Teen Lesbian Fantasies[26].

## Премии и номинации
| Год  | Церемония                   | Результат | Номинация                                         | Работа                             |
| ---- | --------------------------- | --------- | ------------------------------------------------- | ---------------------------------- |
| 2016 | AVN Awards                  | Номинация | Лесбийская исполнительница года                   | н/д                                |
| 2016 | AVN Awards                  | Номинация | Приз зрительских симпатий: самый горячий дебютант | н/д                                |
| 2016 | Spank Bank Awards           | Номинация | Порно Возлюбленная Америки                        | н/д                                |
| 2016 | Spank Bank Awards           | Номинация | Pussy Eating Princess of the Year                 | н/д                                |
| 2016 | Spank Bank Awards           | Номинация | Webcam Girl года                                  | н/д                                |
| 2016 | XRCO Award                  | Номинация | Лучшая лесбийская исполнительница                 | н/д                                |
| 2016 | XBIZ Award                  | Номинация | Лесбийская исполнительница года                   | н/д                                |
| 2017 | AVN Awards                  | Победа    | Лесбийская исполнительница года                   | н/д                                |
| 2017 | AVN Awards                  | Номинация | Лучшее сольное исполнение                         | Women by Julia Ann                 |
| 2017 | AVN Awards                  | Номинация | Лучшая лесбийская секс-сцена                      | No Man’s Land: Raunchy Roommates 2 |
| 2017 | AVN Awards                  | Номинация | Лучшая групповая лесбийская сцена                 | Pretty Little Bitches              |
| 2017 | AVN Awards                  | Номинация | Приз зрительских симпатий: любимая актриса        | н/д                                |
| 2017 | Spank Bank Awards           | Номинация | Мастурбатор года                                  | н/д                                |
| 2017 | Spank Bank Awards           | Номинация | Киска года                                        | н/д                                |
| 2017 | Spank Bank Awards           | Победа    | Королева куннилингуса                             | н/д                                |
| 2017 | Spank Bank Awards           | Номинация | Snapchat Sweetheart of the Year                   | н/д                                |
| 2017 | Spank Bank Awards           | Номинация | Порно Возлюбленная Америки                        | н/д                                |
| 2017 | Spank Bank Awards Technical | Победа    | Most Delightful Vagaholic                         | н/д                                |
| 2017 | XBIZ Award                  | Победа    | Лесбийская исполнительница года                   | н/д                                |
| 2017 | XRCO Award                  | Номинация | Лучшая лесбийская исполнительница                 | н/д                                |
| 2018 | AVN Awards                  | Победа    | Лесбийская исполнительница года                   | н/д                                |
| 2018 | AVN Awards                  | Номинация | Лучшая лесбийская секс-сцена                      | Erotic Encounters 2                |
| 2018 | AVN Awards                  | Номинация | Лучшая групповая лесбийская сцена                 | Tori Black is Back                 |
| 2018 | AVN Awards                  | Номинация | Лучшее сольное исполнение                         | Women by Julia Ann                 |
| 2018 | AVN Awards                  | Номинация | Приз зрительских симпатий: любимая актриса        | н/д                                |
| 2018 | Spank Bank Awards           | Номинация | Порно Возлюбленная Америки                        | н/д                                |
| 2018 | Spank Bank Awards           | Номинация | Самый талантливый язык                            | н/д                                |
| 2018 | Spank Bank Awards           | Номинация | Королева куннилингуса                             | н/д                                |
| 2018 | Spank Bank Awards Technical | Победа    | The Vagina Whisperer                              | н/д                                |
| 2018 | XBIZ Award                  | Номинация | Лесбийская исполнительница года                   | н/д                                |
| 2018 | XBIZ Award                  | Номинация | Лучшая сцена секса в лесбийском фильме            | Angela Loves Women 3               |